# نیمکت‌های پارک
نیمکت‌های پارک (فرانسوی: Bancs Publics (Versailles rive droite)‎) فیلمی فرانسوی در ژانر کمدی به کارگردانی برونو پودالیدس است که در سال ۲۰۰۹ منتشر شد.

## بازیگران
- ریدان در نقش خواننده
- دنیس پودالیدس در نقش ایمه مرموت
- سمیر گسمی در نقش رومان
- برونو پودالیدس در نقش برتل
- لور کالامی در نقش اپارتون
- الیویه گورمه در نقش موریس بیژارد
- شانتل لوبی در نقش پاسکال
- ایپولیت ژیراردو در نقش کالبد ۱
- میشل ویلرمو در نقش کالبد ۲
- ژوزین بالاسکو در نقش سولانژ رنیول
- اریک پرات در نقش ساکن ساختمان
- تیری لرمیت در نقش پزشک
- میشلین داکس در نقش همسایه فیلسوف
- برنار کامپان در نقش همسایه مشکوک
- ژولی دپاردیو در نقش زن همسایه مشکوک
- پیر آردیتی در نقش مسیو بورلی
- کلود ریش در نقش بازیکن تخته نرد ۱
- میشل اومون در نقش بازیکن تخته نرد ۲
- دیدیه بوردون در نقش کاپیتان ۱
- نیکول گارسیا در نقش زن رادیو
- ونسان الباز در نقش دونده
- ماتیو آمالریک در نقش صاحب کالسکه
- اریک الموسنینو در نقش شخص خوابیده
- کیارا ماسترویانی در نقش مادر ماریان
- امانوئل دوو در نقش مادر آرتور
- الی سیمون در نقش لای‌روب ۲
- ایزابل کندلیه در نقش The lefted woman
- گیلین لوندزه در نقش مشتری کاغذ دیواری
- پاسکال لژیتیموس در نقش The Beuck DCA client
- آمیرا کاسار در نقش مشتری جاشمعی
- مایکل لونزدل در نقش مشتری تشک
- کریستف بوکارن در نقش The Sporgex client
- کاترین دنو در نقش مشتری کابینت کوچک
- بنوآ پولورد در نقش مشتری میخ
- جورج آگیلار در نقش گری